# Konkouré
Il Konkouré è un fiume dell'Africa nordoccidentale (Guinea), tributario dell'oceano Atlantico.
Ha origine nella parte centrale del massiccio montuoso del Fouta Djalon, scorrendo successivamente con direzione mediamente sudoccidentale, sfociando nell'oceano Atlantico poco a nord della città di Conakry, capitale della Guinea.
Il corso del fiume è interrotto in molti punti da rapide e cascate, che vengono utilizzate per la produzione di energia idroelettrica. La costruzione di dighe a scopo idroelettrico cominciò nel 1954 con la diga di Grandes Chutes (sul piccolo affluente Samou), che alimenta le città di Conakry e Kindia; una seconda serie di sbarramenti idroelettrici si trova invece nell'alto corso del fiume, a supporto dell'industria della bauxite.